# Липс, Михаэль
Михаэ́ль Х.-Й. Липс (нем. Michael H.-J. Lips; род. 7 мая 1967, Цюрих) — швейцарский кёрлингист.
В составе мужской сборной Швейцарии участник чемпионата мира 1988 (заняли четвёртое место) и чемпионата Европы (стали бронзовыми призёрами). Чемпион Швейцарии среди мужчин.
Играл на позиции второго.

## Достижения
- Чемпионат Европы по кёрлингу: бронза (1991).
- Чемпионат Швейцарии по кёрлингу среди мужчин: золото (1988).

## Команды
| Сезон   | Четвёртый      | Третий         | Второй       | Первый     | Запасной            | Турниры                      |
| ------- | -------------- | -------------- | ------------ | ---------- | ------------------- | ---------------------------- |
| 1987—88 | Даниэль Модель | Бит Стефан     | Михаэль Липс | Рихард Мер | Даниель Мюллер (ЧМ) | ЧШМ 1988 · ЧМ 1988 (4 место) |
| 1991—92 | Даниэль Модель | Марио Флюкигер | Михаэль Липс | Томас Липс | Марк Брюггер        | ЧЕ 1991                      |

(скипы выделены полужирным шрифтом)